# Pemmation variabilis
Pemmation variabilis är en insektsart. Pemmation variabilis ingår i släktet Pemmation och familjen Flatidae. Utöver nominatformen finns också underarten P. v. variabilis.